# Austrolycopodium confertum
Austrolycopodium confertum là một loài thực vật có mạch trong họ Thạch tùng. Loài này được (Willd.) Holub mô tả khoa học đầu tiên năm 1991.